# Povrchová úprava
Povrchová úprava je speciální ošetření povrchu materiálu nebo dílu buď opracováním, zpracováním nebo nanesením vrstvy materiálu. Používá se především pro lepší odolnost proti korozi, otěru, zvýšené teplotě apod., nebo pro zlepšení vlastností povrchu (mechanických, chemických, estetických, třecích atd.).

## Příklady

### Opracování
Spočívá v odebrání části materiálu z povrchu součástky.
- balotinování/kuličkování
- broušení/frézování
- lapování
- leštění
- tryskání

### Zpracování
Spočívá v úpravě povrchu teplem nebo chemikáliemi.
- boridování, nitridování
- cementování, nitrocementování
- černění (brynýrování)
- moření
- povrchové kalení
- popouštění

### Nanesení povrchové vrstvy

#### Podle materiálu

##### kovové
- zinkování
- chromování
- cínování
- niklování
- stříbření
- poměďování (používá se spíše výjimečně jako podklad pro následující povrchovou úpravu)
- pozlacování (používá se především u kontaktů kde je třeba zajistit korozní odolnost a dobrou vodivost)
- kadmiování (nepoužívá se)

##### nekovové
- barvení
- lakování
- pokrytí povrchu teflonem

#### Podle technologie
- Fyzikální depozice z plynné fáze
- Chemická depozice z plynné fáze
- žárové nástřiky
- navařování
- máčení v tavenině
- máčení v roztoku
- řízená oxidace